# Gesù Nuovo
Gesù Nuovo crkva na istoimenom trgu u Napulju, južna Italija. Nalaze se neposredno izvan zapadne granice povijesnog središta grada. Jugoistočno od tornja, jedan blok dalje možete vidjeti fontanu Monteoliveto i trg crkve Sant'Anna dei Lombardi. Trg je rezultat širenja grada prema zapadu početkom 16. stoljeća pod vladavinom španjolskog potkralja Pedra Alvareza de Toleda. Osim crkve Gesù Nuovo, trg sadrži još 2 istaknute znamenitosti - crkvu Santa Chiara i Toranj ili guglia Bezgrješne Djevice.

## Povijest
Crkva Gesù Nuovo izvorno je bila palača izgrađena 1470. za Roberta Sanseverina, princa od Salerna. Isusovci su već izgradili crkvu s tim imenom u Napulju, koja se sada zove Gesú Vecchio. Političke intrige obitelji Sanseverino uzrokovale su konfiskaciju posjeda, i na kraju prodanu 1580-ih isusovcima za 45 000 dukata za izgradnju crkve (1584. – 1601.) pod vodstvom arhitekta Giuseppea Valeriana. Izgradnju je pomogla i lokalna potpora, uključujući Robertu Carafu, groficu od Maddalonija. Susjedni vrtovi Isabelle Feltria, Principessa di Bisignano također su bili uključeni u izgradnju. Gradnja crkve započela je 1584. godine. Nova crkva zadržala je neobično pročelje, izvorno izgrađeno za palaču, s rustikalnim dijamantnim izbočinama od kamena.:str. 68
Kad su 1767. isusovci protjerani iz Napulja, crkva je pripala franjevačkom redu. Isusovci su se vratili 1821., da bi ponovno bili protjerani 1848. godine.

## Umjetnost
Freske na svodu, koje predstavljaju biblijske i svetačke priče koje veličaju Isusovo ime, izveli su Belisario Corenzio i Paolo de Matteis. Na stražnjoj strani pročelja nalazi se Izgon Heliodora iz Hrama (1725.), barokno remek-djelo Francesca Solimene. Na četiri stupa koji podupiru kupolu nalaze se freske četiriju evanđelista koje je izveo Giovanni Lanfranco. Unutrašnjost kupole također je ukrasio Lanfranco, ali je ona uništena u potresu 1688. Paolo de Matteis zatim je ponovno obojio novu kupolu.:str. 70 Freske života Bogorodice, smještene na drugom dijelu svoda do apside, djelo su Massima Stanzionea.
Oko oltara su tri brončana reljefa na podlozi od crnog mramora: lijevo Večera u Emausu (Salvatore Irdi), desno Obećanje euharistije u Kafarnaumu, a u sredini reprodukcija Posljednja večera Leonarda da Vincija. Autor ova posljednja dva reljefa je Gennaro Calì.
Iznad oltara, s didaktičkim i povijesnim simbolima o otajstvu euharistije, osam je poprsja svetaca koji su slavili euharistiju. S lijeva na desno su medaljoni svetih Julijane iz Liègea, Stanislava Kostke, Tome Akvinskog, Franje Borgie, Gaetana Thienea i blaženog Lanfranca Canterburyjskog. Gennaro Calì dovršio je četiri medaljona; treća i četvrta bista su Costantina Labarbere.
Kapela Pohođenja
Kapela Pohoda ima oltarnu sliku Massima Stanzionea. Ispod oltara nalazi se brončana urna s posmrtnim ostacima svetog Josipa Moscatija (1880. – 1927.), nastavnika biokemije na Sveučilištu u Napulju i glavnog liječnika Ospedale degli Incurabili, kojeg je 25. listopada 1987. papa Ivan Pavao II.. Njegovo medicinsko djelovanje prikazano je na triptihu koji je na urni izradio Amedeo Garufi. Lijeva ploča prikazuje profesora sa studentima, srednja svetaca prosvijetljenog euharistijom, desna liječnika koji tješi patnike i bolesnike u bolnici. Godine 1990. s lijeve strane oltara postavljen je svečev brončani kip, djelo Piera Luigija Sopelse.
Kapela svetog Franje Ksaverskog
U kapeli svetog Franje Ksaverskog, oltarna slika prikazuje svetog Franju Ksaverskog kako prima viziju Djevice Marije, a pripisuje se Giovanniju Bernardinu Azzolinu. U gornjem dijelu tri zidne slike Luce Giordana i freske na svodu Corenzia i De Matteisa predstavljaju epizode iz svečeva života.
Kapela svetog Franje Borgie
Platno postavljeno u kapeli sv. Franje Borgie (1510.–1572.) pripisuje se Sebastianu Conci.
Kapela Srca Isusova
Na kraju desne lađe nalazi se kapelica Srca Isusova, nekoć posvećena Presvetom Trojstvu. Freske na bočnim zidovima izveo je Belisario Corenzio. Slika Presvetog Trojstva sa skupinama svetaca, čiji je autor Guercino, sada se nalazi na jednoj strani kapele svetog Ignacija.
Oltarna slika prikazuje Bogorodicu s djetetom Isusom i 3 sveta mučenika, a pripisuje se Giovanniju Bernardinu Azzolinu (1560.–1610.).
Kapelica Rođenja
Ova kapelica ima oltarnu sliku Girolama Imparata.
Kapela svetog Ignacija Lojolskog
U ovoj kapeli nalaze se dva kipa Davida i Jeremije od Cosima Fanzaga. Također je pomogao dovršiti uređenje kapelice, obnovljene nakon potresa 1688. godine. Na gornjem dijelu Riberine slike prikazuju epizode iz života sveca: kada je primio pravila reda od Djevice, kada je dobio odobrenje reda od pape Pavla II., te slavljenje sveca. Freske na svodu, s epizodama iz života sv. Ignacija, autor De Matteis. Princ od Venose, Carlo Gesualdo, koji je bio poznati skladatelj i zloglasni ubojica svoje žene i njezina ljubavnika, pokopan je ispred kapele sv. Ignacija.:str. 75.-77
Kapela Raspela
U kapelici se nalazi drveni kip Krista raspetoga, s Blaženom Djevicom i sv. Ivanom, koji je izradio Francesco Mollica, učenik Michelangela Naccherina. Anđeli koji drže Veronikin veo naslikani su u školi Vaccaro. Stropne freske s Pričom o Kristu naslikao je Giovanni Battista Benaschi, a retuširao Petronsio. Benaschi je također naslikao trokutaste lunete na oltaru.:str. 77.
Dva impozantna bočna Relikvijara sa 70 poprsja svetaca mučenika u zlatnom drvu izradio je većim dijelom 1617. godine napuljski drvorezbar Giovan Battista Gallone.
Sakristija sadrži freske Aniella Falconea. Lavabo, na stražnjoj strani, djelo je u polikromiranom mramoru koje je izradio Dionisio Lazzari.

## Toranj iliGugliaBezgrješne Djevice
Guglia dell'Immacolata je spomenik koji stoji na trgu ispred crkve Gesù Nuovo. To je najviši i najukrasniji od tri takva "kužna stupa" u Napulju. Navodno je sagrađena da zazove Djevicu Mariju u zaštitu od kuge. Započeta u 17. stoljeću, dovršena je tek 1750. godine nakon desetljeća pauze u izgradnji. Na bogatoj baroknoj dekoraciji, prototipu napuljskog baroka, radili su kipari Francesco Pagani i Matteo Bottiglieri. Sadrži reljefne prikaze Prikazanja Isusova u hramu, Rođenja Djevice Marije i Navještenja.

## Vanjske poveznice
|  | Zajednički poslužitelj ima još gradiva o temi Gesù Nuovo |